# آنتونیو بوسینی
آنتونیو بوسینی (به ایتالیایی: Antonio Busini) بازیکن فوتبال و اهل ایتالیا است 

## تیم ملی
از سال ۱۹۲۹ میلادی عضو تیم ملی فوتبال ایتالیا بوده و در ۱ بازی ملی حضور داشته‌است. او در بازی‌های ملی‌اش گلی به ثمر نرساند.
آنتونیو بوسینی آخرین بازی ملی خود را در سال ۱۹۲۹ میلادی انجام داد.